# Corpi di Schiller-Duval

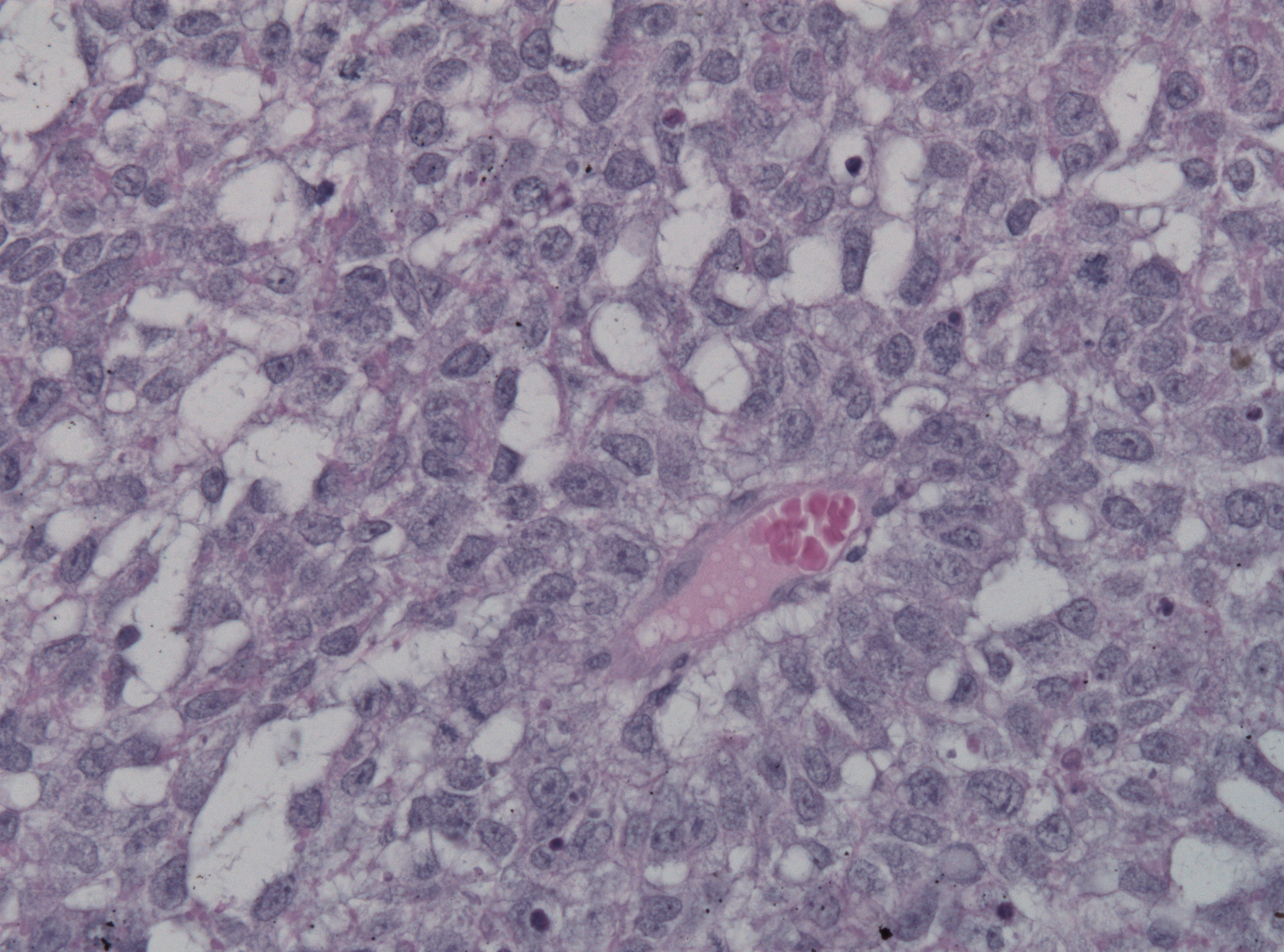
Reperto di biopsia di un tumore del sacco vitellino dove sono visibili i corpi di Schiller-Duval colorati con colorazione ematossilina -eosina

I corpi di Schiller-Duval sono un reperto analizzabile al microscopio ottico nei tumori del seno endodermico o tumori del sacco vitellino che sono tra i tumori del testicolo più comuni nei bambini. I corpi Schiller-Duval sono presenti in circa il 50% di questi tumori e, se trovati, sono patognomonici.
Essi sono costituiti da un nucleo mesenchimale, con capillare centrale rivestito da un doppio strato epiteliale viscerale e parietale.
Analogamente al testicolo, i corpi sono presenti anche nella controparte ovarica del tumore, di identica denominazione. Prendono il nome dai due scienziati che li hanno descritti per primi nel tardo XIX secolo: Mathias-Marie Duval e Walter Schiller.